# Samsung Galaxy Tab
Samsung Galaxy Tab (pełna nazwa: Samsung GT-P1000 Galaxy Tab) – tablet firmy Samsung, którego premiera odbyła się 2 września 2010 roku. Nazwą nawiązuje do modelu smartphone – Galaxy S oraz do całej serii Galaxy, której Tab P1000 jest kolejnym członkiem.

## Opis i cechy
Galaxy Tab ma 7", dotykowy wyświetlacz TFT, o rozdzielczości 1024×600 pikseli. Tablet cechuje system operacyjny Android, w wersji 2.2 Froyo, 512 MB pamięci RAM, czy procesor ARM Cortex A8 o taktowaniu 1 GHz. Galaxy Tab ma również moduł sieci Wi-Fi a/b/g/n, oraz 3G. Ma również Bluetooth w wersji 3.0. Galaxy Tab ma 16 lub 32 GB (zależnie od wersji) dysk SSD. Pamięć można rozszerzyć poprzez kartę microSD lub microSDHC o pojemności do 16 GB. Tablet ma złącze Jack w wersji mini (3,5 mm). Od zwykłych tabletów różni się możliwością wykonywania rozmów telefonicznych.

## Galaxy Tab 10.1
13 lutego 2011 na targach MWC Samsung zaprezentował nowy tablet z serii Galaxy – Tab 10.1. Urządzenie ma m.in. 10,1" ekran LCD TFT, o rozdzielczości 1200×800 pikseli, układ SoC NVidia Tegra 2, 1 GB pamięci RAM.
Model ma dwie kamery. Tylna ma rozdzielczość 3 Mpix, wzbogacono ją o auto-focus i podświetlenie LED. Przednia kamera przeznaczona jest do videorozmów i ma rozdzielczość 2 Mpix. Bateria ma pojemność 7000 mAh, co pozwala na odtwarzanie nawet 9 godzin filmów.
Urządzenie bazuje na systemie operacyjnym Google Android 3.0 Honeycomb.